# NGC 2834
NGC 2834 é uma galáxia elíptica (E?) localizada na direcção da constelação de Lynx. Possui uma declinação de +33° 42' 38" e uma ascensão recta de 9 horas, 20 minutos e 02,5 segundos.
A galáxia NGC 2834 foi descoberta em 13 de Março de 1850 por William Parsons.